# Károly Gelei
Károly Gelei (Budapest, 7 dicembre 1964) è un allenatore di calcio, ex calciatore ed ex giocatore di calcio a 5 ungherese.

## Biografia
È figlio di József Gelei, portiere della nazionale maschile di calcio dell'Ungheria e della Nazionale olimpica, con la quale vinse l'oro olimpico nell'edizione 1964.

## Carriera
Con la nazionale maschile di calcio a 5 dell'Ungheria, Gelei ha disputato il FIFA Futsal World Championship 1989 nel quale la selezione magiara è stata eliminata nel girone del secondo turno, comprendente Paesi Bassi, Belgio e Italia. Gelei è stato il portiere titolare in tutti e sei gli incontri disputati dall'Ungheria al mondiale.